# Gare des Coteaux
La gare des Coteaux est une gare ferroviaire française de la ligne de Puteaux à Issy-Plaine (ligne des Moulineaux) de 1900 à 1993, réaffectée en 1997 en station de tramway de la ligne 2 du tramway d'Île-de-France (ligne T2). Elle est située 15 avenue de Longchamp, à côté de la place Santos-Dumont, sur le territoire de la commune de Saint-Cloud, à proximité de l'hippodrome de Saint-Cloud, dans le département des Hauts-de-Seine, en région Île-de-France.
C'est une station de tramway dénommée Gare des Coteaux ou Saint-Cloud-Les Coteaux de la Régie autonome des transports parisiens (RATP), desservie par les rames de la ligne T2. Son ancien bâtiment voyageurs, réhabilité en 2006, est réaffecté comme lieu d'activités des seniors de la commune.

## Situation ferroviaire
L'ancienne gare ferroviaire des Coteaux est située au point kilométrique (PK) 12,756 de la ligne de Puteaux à Issy-Plaine (dite « ligne des Moulineaux »), entre les gares de Suresnes - Longchamp et du Pont de Saint-Cloud.
La station de tramway des Coteaux est située sur la ligne 2 du tramway d'Île-de-France (ligne T2), entre les stations Suresnes - Longchamp et Les Milons.

## Histoire

### Halte puis gare ferroviaire (1900-1993)

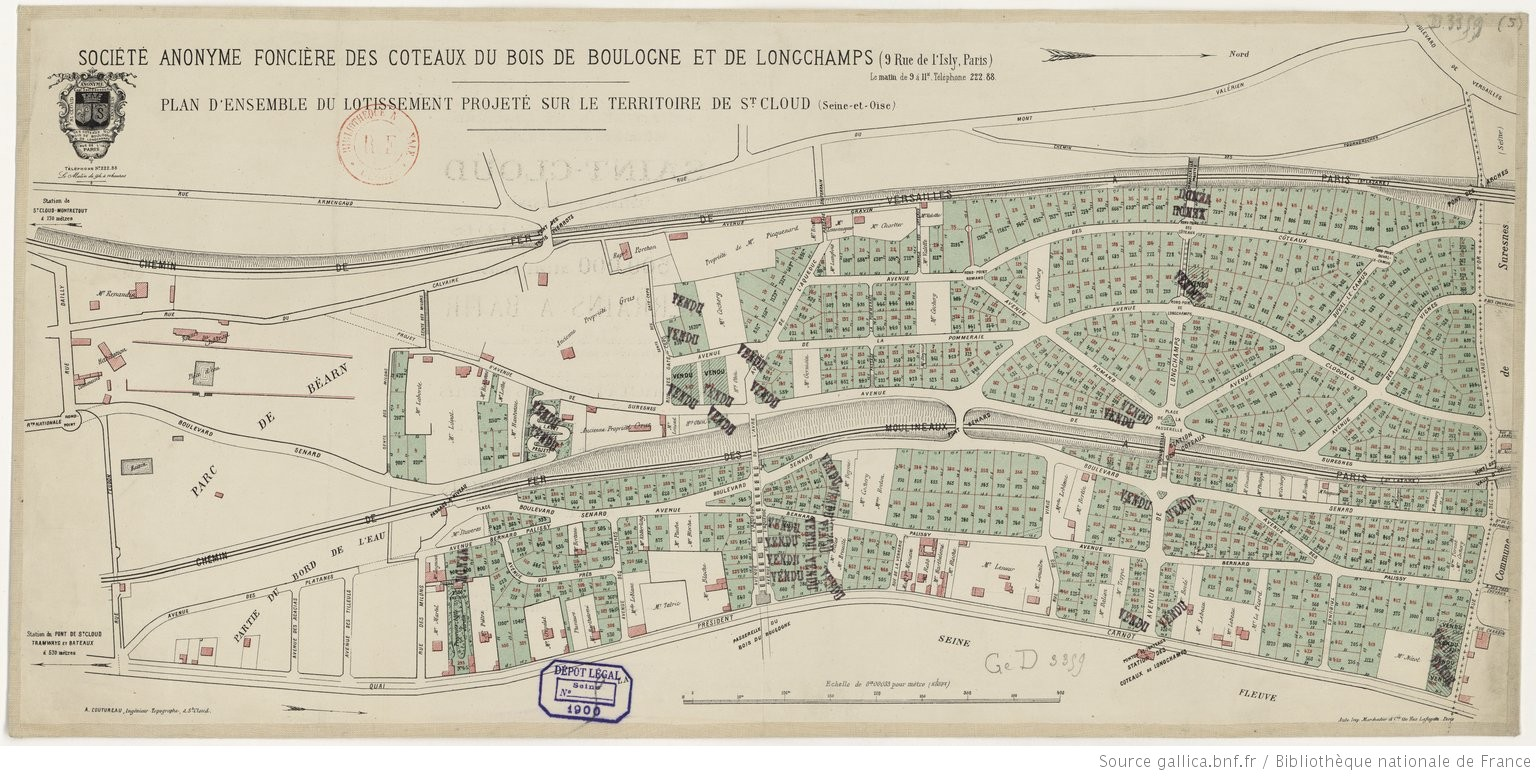
Plan d'ensemble du lotissement avec l'emplacement de la station des Coteaux (1900).

Au début de l'année 1900, la Société anonyme foncière des Coteaux du Bois de Boulogne et de Longchamps, en train d'aménager un important lotissement sur le territoire de Saint-Cloud, propose au ministre des Travaux publics de créer une station sur le chemin de fer des Moulineaux sur l'emplacement de la passerelle qui relie les surfaces loties de part et d'autre de la ligne. Le ministre répond le 7 février, qu'il « autorise la création d'une halte aux Coteaux, sur la ligne Puteaux – Issy-les-Moulineaux »,. La gare est réalisée par la Compagnie des chemins de fer de l'Ouest en conformité avec le projet ; elle comporte deux quais accessibles par deux escaliers depuis la passerelle permettant le passage de l'avenue de Longchamp au-dessus de la ligne de chemin de fer. Elle dispose d'un bâtiment situé à côté de la passerelle, à cheval au-dessus des voies, qui dispose « d'un vestibule, d'un bureau de distribution des billets, d'un bureau pour les facteurs et d'une salle d'attente au rez-de-chaussée », le logement du chef de halte étant situé à l'étage. À la même époque, la Compagnie construit plusieurs autres gares ayant la particularité d'avoir un bâtiment à cheval au-dessus des voies : la gare du Pont de l'Alma, la gare du Pont Mirabeau, la gare du pont de Grenelle, ainsi que la gare de La Bourdonnais, réalisées par l'architecte Juste Lisch pour l'Exposition universelle de 1900.
La « halte des Coteaux » est mise en service le 15 octobre 1900 sur la ligne de Puteaux au Champ-de-Mars. Elle est ouverte au service des voyageurs et des chiens accompagnés. Quotidiennement, la halte est desservie par six trains dans les deux sens. Le 24 février 1901, la desserte de la halte, située sur la ligne de Paris-Saint-Lazare au Champ de Mars et aux Invalides, par les Moulineaux, passe à trente trains quotidiens. Le 17 mars, la desserte quotidienne est encore augmentée pour passer à 36 trains. Au journal officiel du 18 mars 1901, la halte, située sur la ligne de Paris-Saint-Lazare aux Invalides par les Moulinaux-Billancourt, est ouverte « au service des bagages et des chiens enregistrés, ainsi qu'au service complet de la grande viteese, à l'exclusion des voitures, chevaux et bestiaux ». 
En 1902, des trains spéciaux sont mis en service, les jours de courses à l'hippodrome de Saint-Cloud, ouvert en mars 1901. Les jours de « courses plates », ces trains, aller et retour sur la relation entre la gare des Invalides et la gare de Suresnes - Longchamp desservent également la halte des Coteaux. Elle permet également d'accueillir les foules qui se pressent pour assister à l'envol des ballons dirigeables et à l'exploit d'Alberto Santos-Dumont, précurseur de l'essor de l'industrie aéronautique dans la commune. Ses admirateurs ont d'ailleurs tendance à faire référence à la station Santos Dumont plutôt qu'aux Coteaux. 

Le bâtiment voyageurs et la passerelle
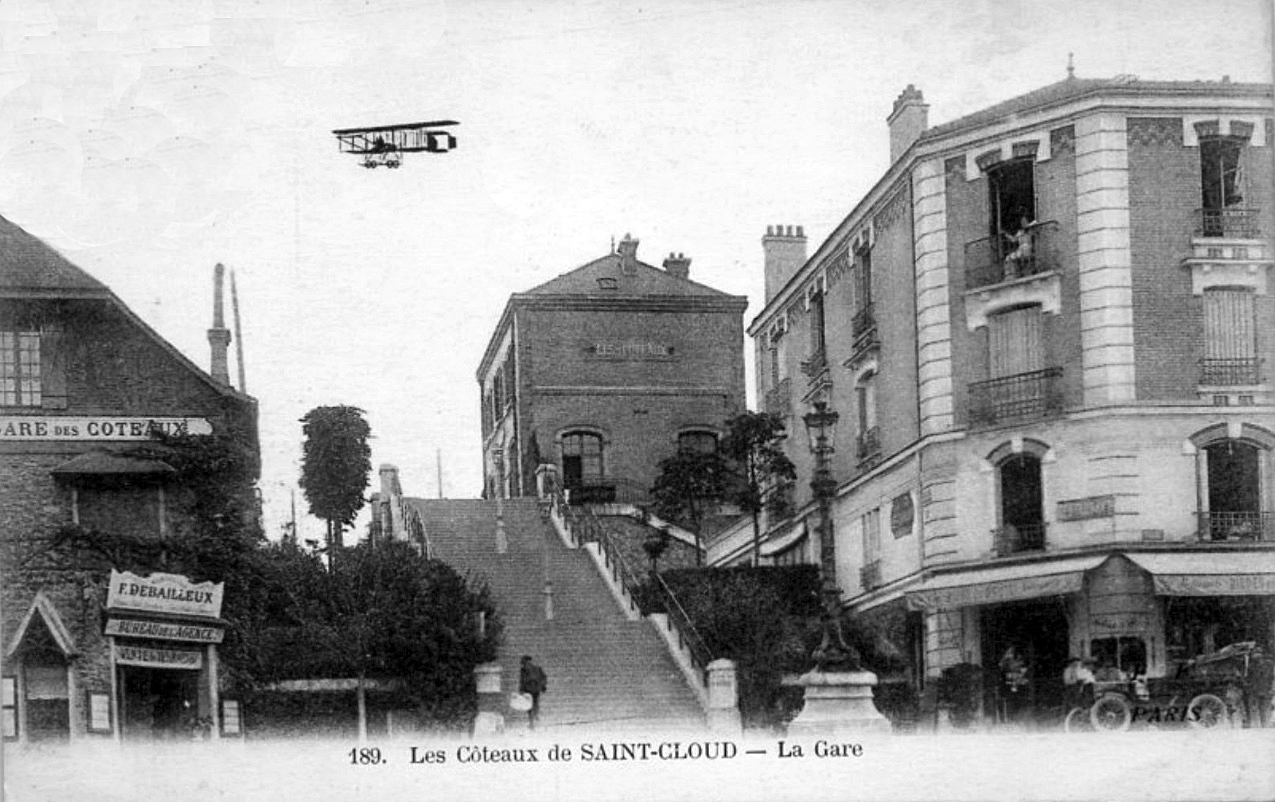
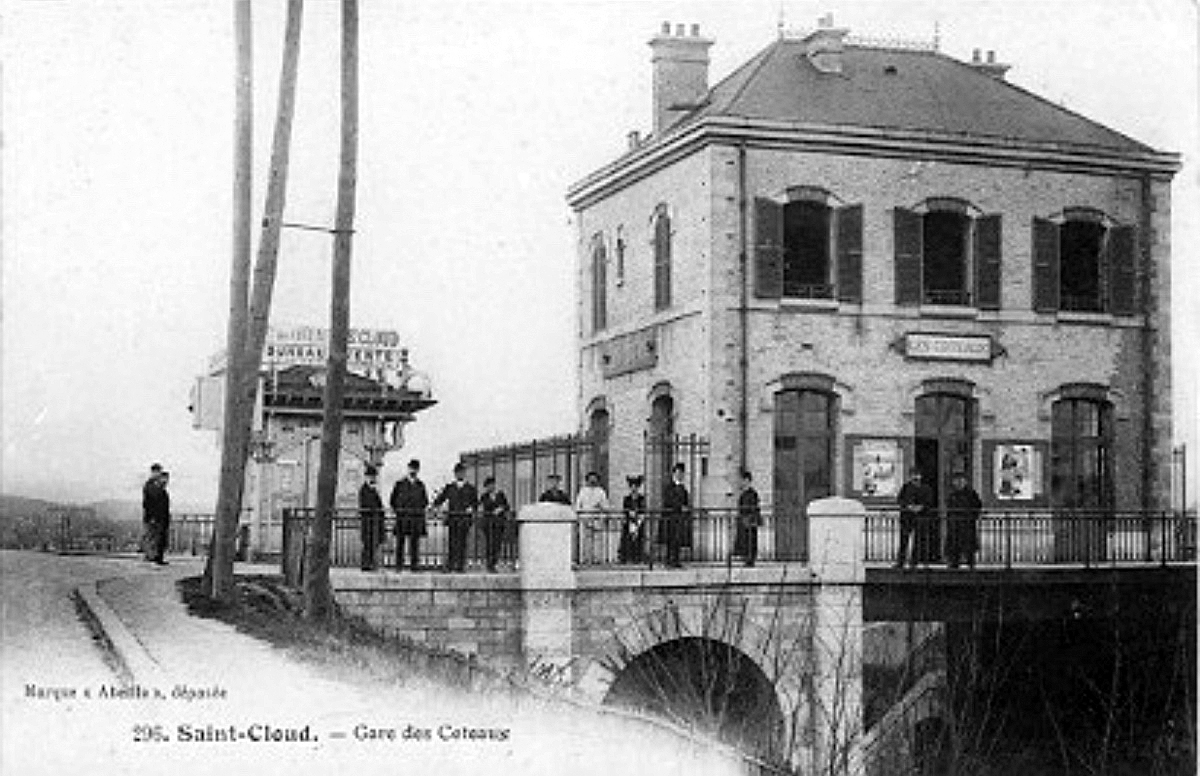
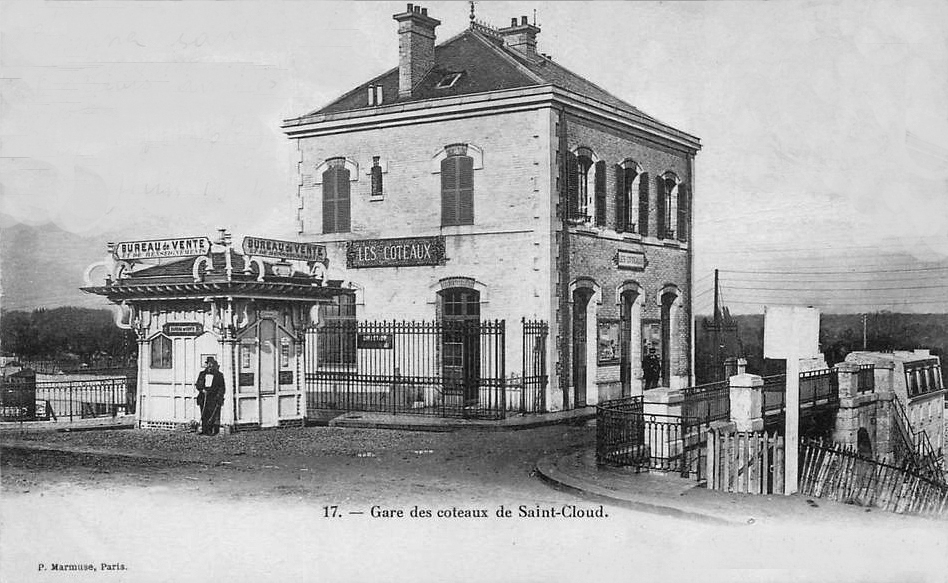

En janvier 1910, la gare devient le terminus de la ligne lorsque l'inondation due à la crue de la Seine recouvre les secteurs bas de Saint-Cloud nécessitant l'arrêt des circulations au-delà de la gare des Coteaux.

La gare vers 1920
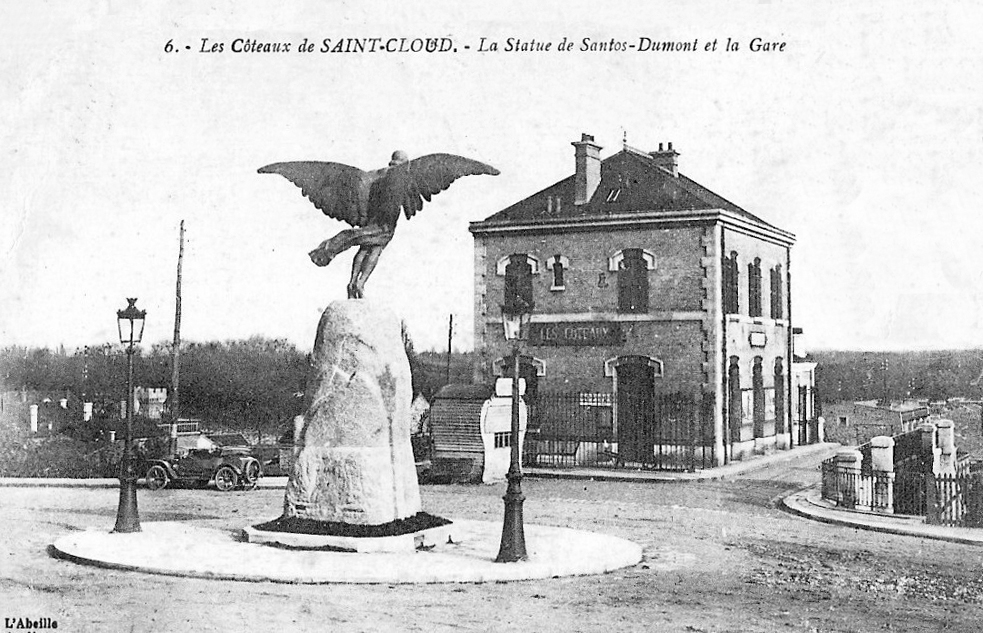
BV de la gare et monument à Santos-Dumont[c]..
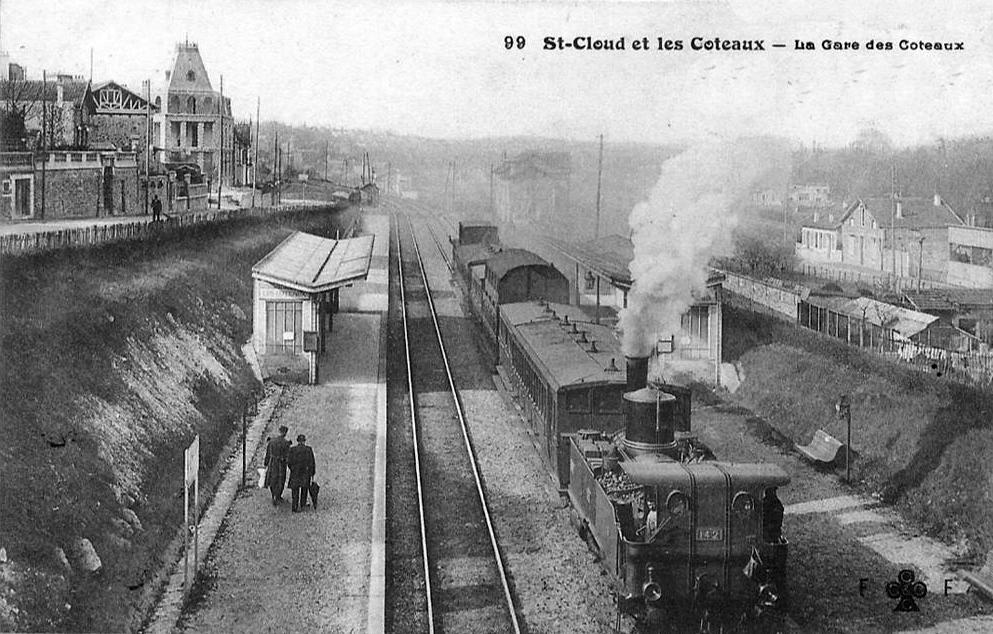
Un train en gare.
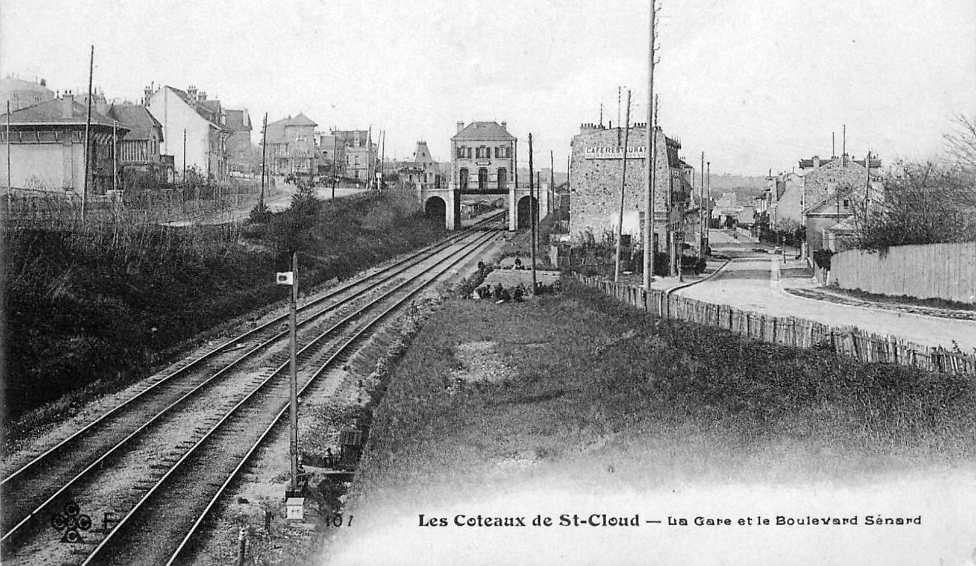
Le BV à cheval sur les voies.

La gare des Coteaux est désaffectée lors de l'arrêt du trafic SNCF, sur la ligne, en 1993.

### Station de tramway (depuis 1997)
Contrairement à beaucoup d'autres gares de la ligne des Moulineaux, la gare des Coteaux conserve, à l'instar des gares de Suresnes - Longchamp et de Puteaux, son nom d'origine lors de sa réouverture, comme station de tramway, en 1997.

## Service de la station du tramway

### Accueil
La station de tramway est équipée d'abris sur chacun des quais et d'automates pour l'achat de titres de transport. Deux rampes, une située à l'extrémité du quai en direction de Pont de Bezons, et une autre donnant sur le boulevard Sénard face à l'avenue de Longchamp, permettent l'accès des personnes à mobilité réduite à la station de tramway. Le passage d'un quai à un autre se fait à niveau, aux deux extrémités de la station.

### Desserte
Elle est desservie par les tramways de la ligne T2, à raison d'un tramway toutes les quatre à douze minutes.

Installations et dessertes
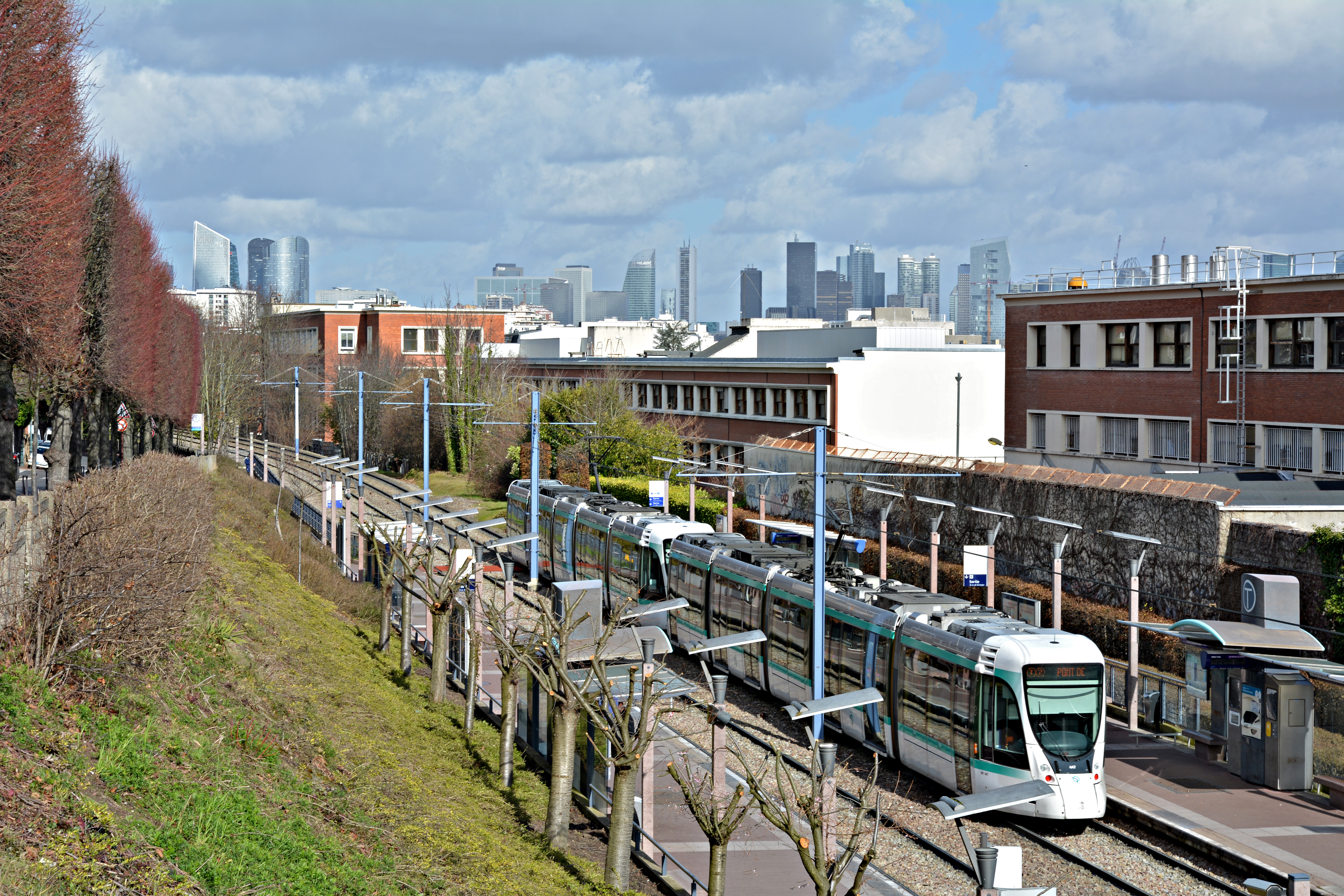
En 2014.
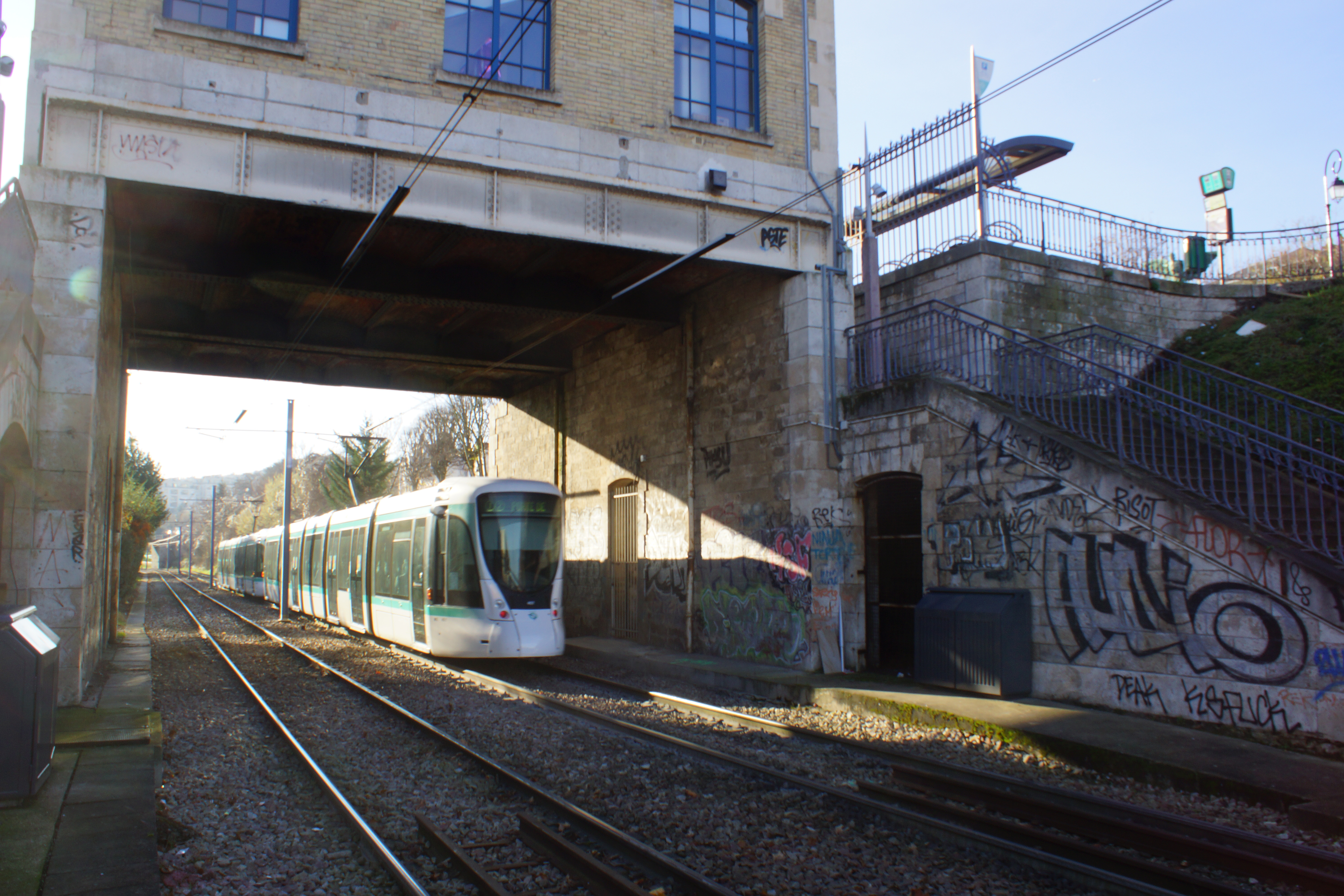
En 2015.
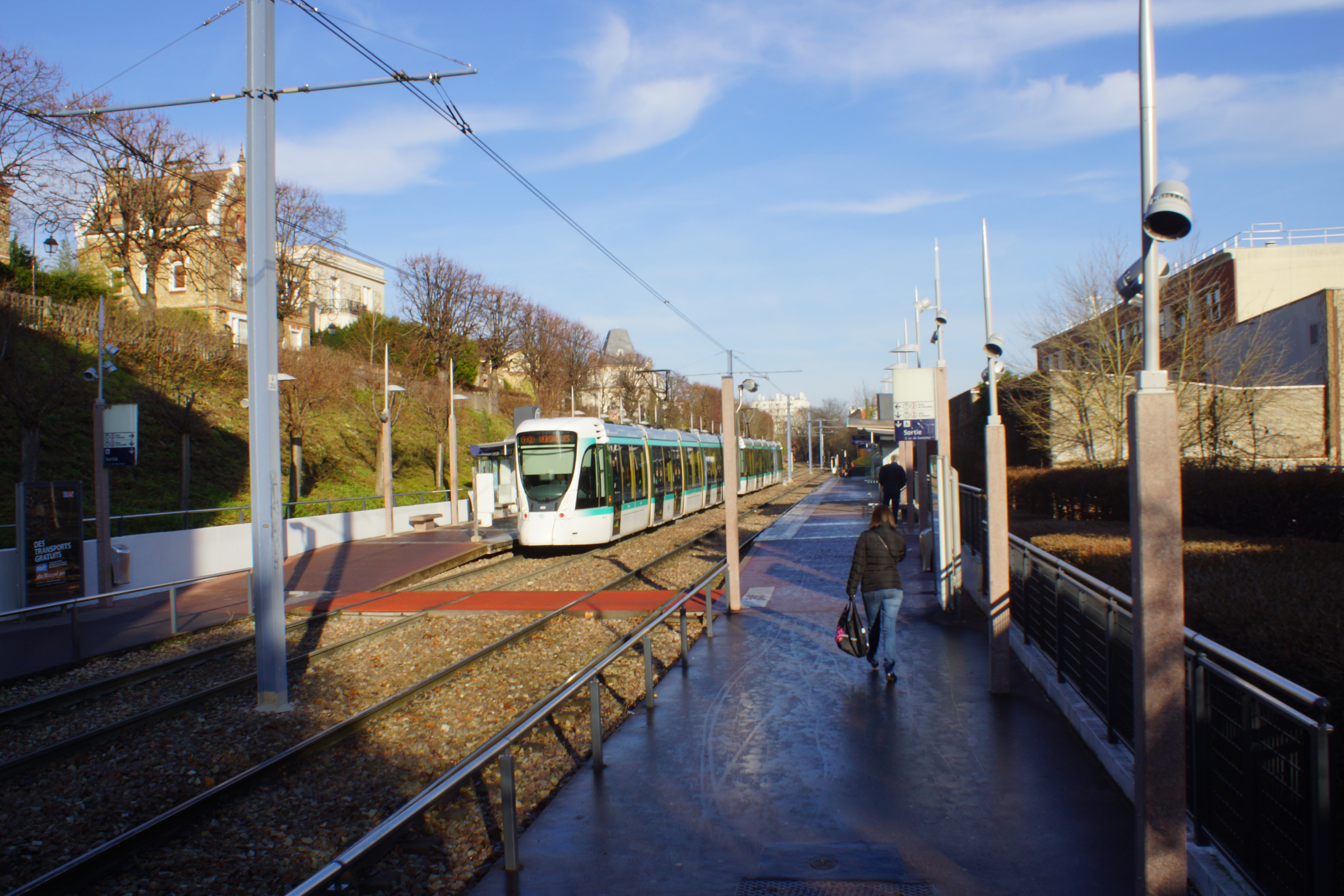
En 2015.

### Intermodalité
La station est desservie par la ligne 471 du réseau de bus RATP dont c'est l'un des terminus. Selon le schéma de la ligne L du Transilien, une correspondance par la voie publique (en empruntant l'avenue de Longchamp) est possible avec la gare du Val d'Or. Elle dispose d'un abri à vélos.

## Patrimoine ferroviaire
Après la fermeture de la gare ferroviaire, le bâtiment voyageurs d'origine est racheté par la commune de Saint-Cloud en tant que marqueur historique de la vie du quartier des Coteaux. Réhabilité en 2006, il est réaffecté et utilisé dans le cadre des activités de l'espace d'animation destiné aux seniors.

L'ancien bâtiment voyageurs en 2015
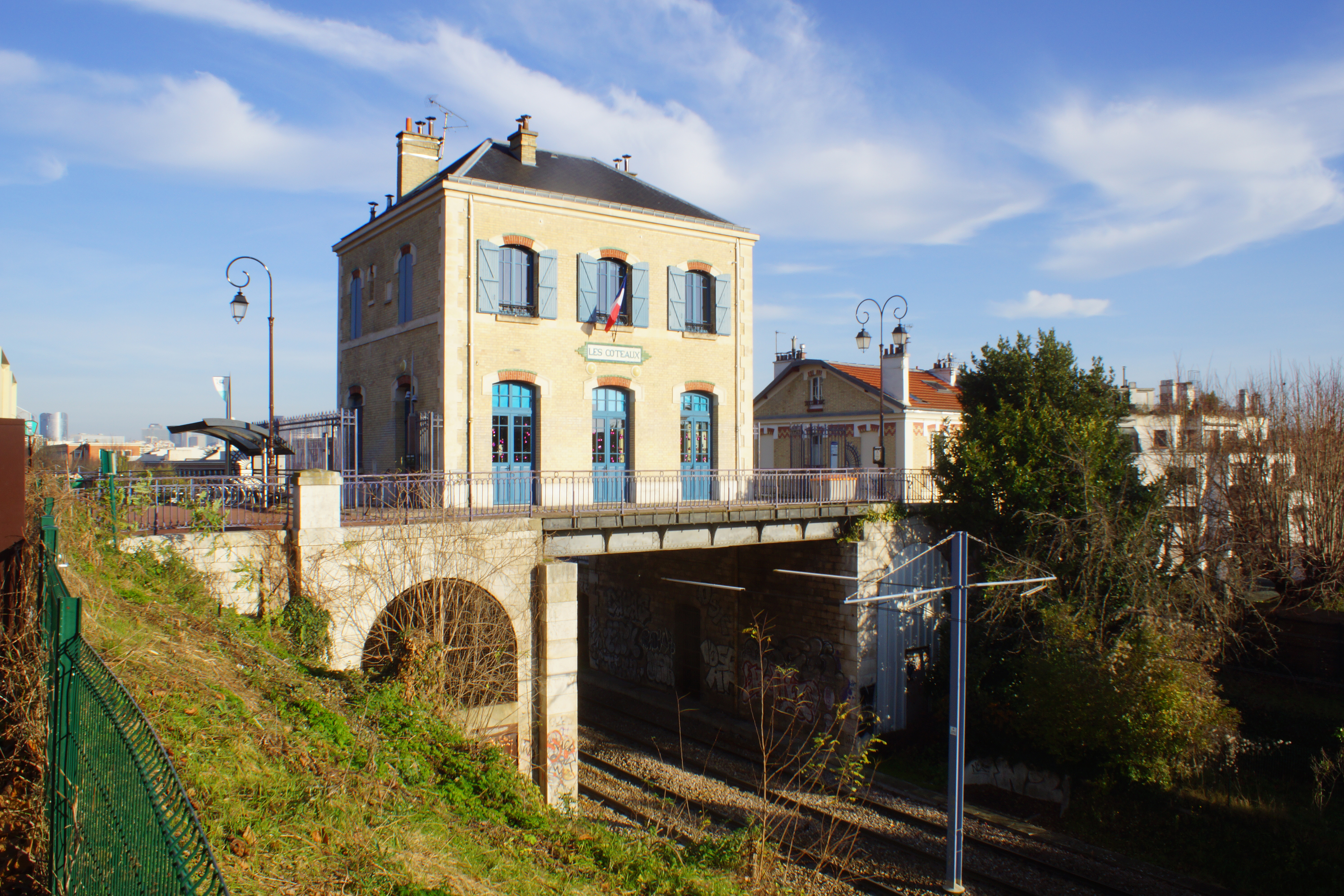
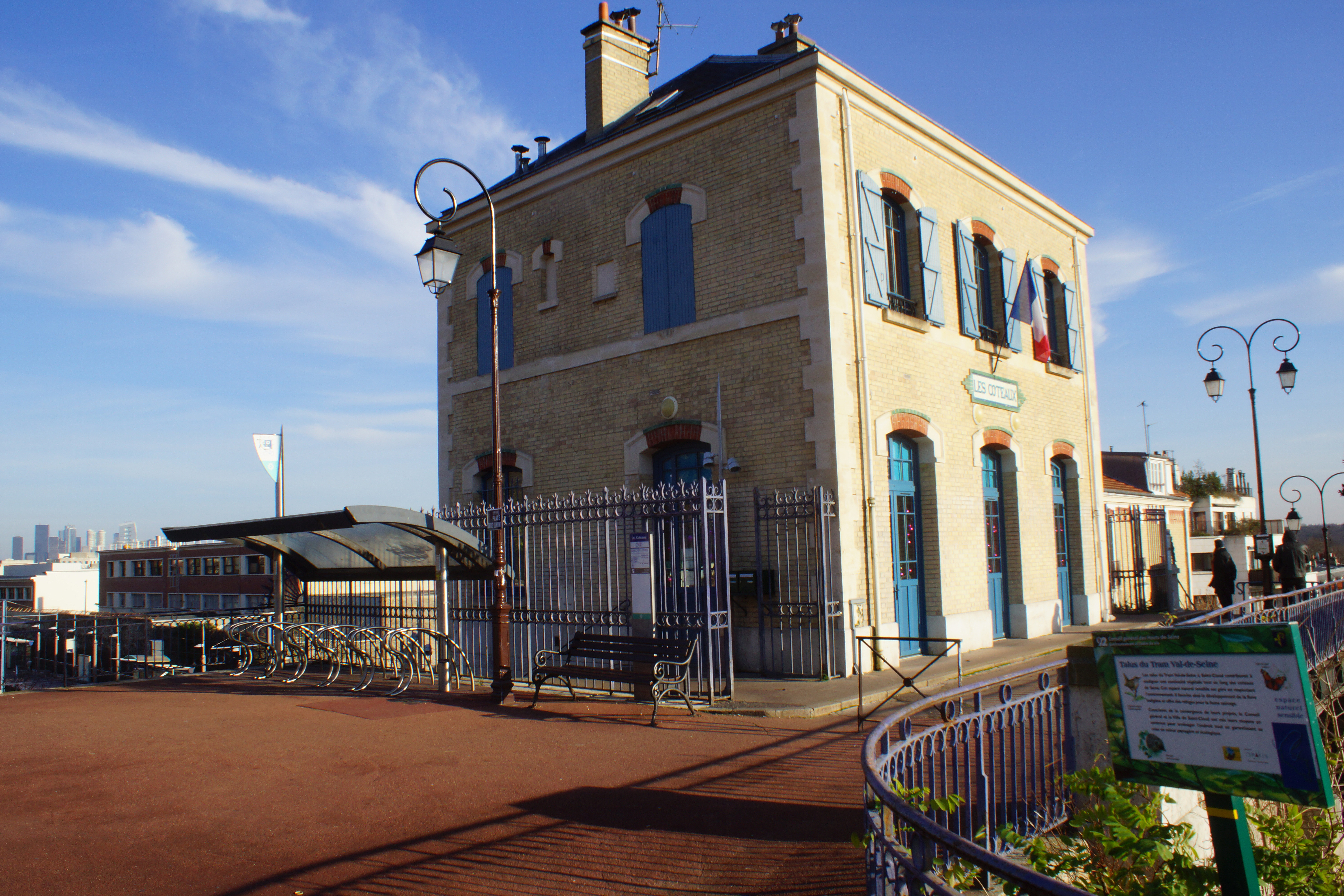
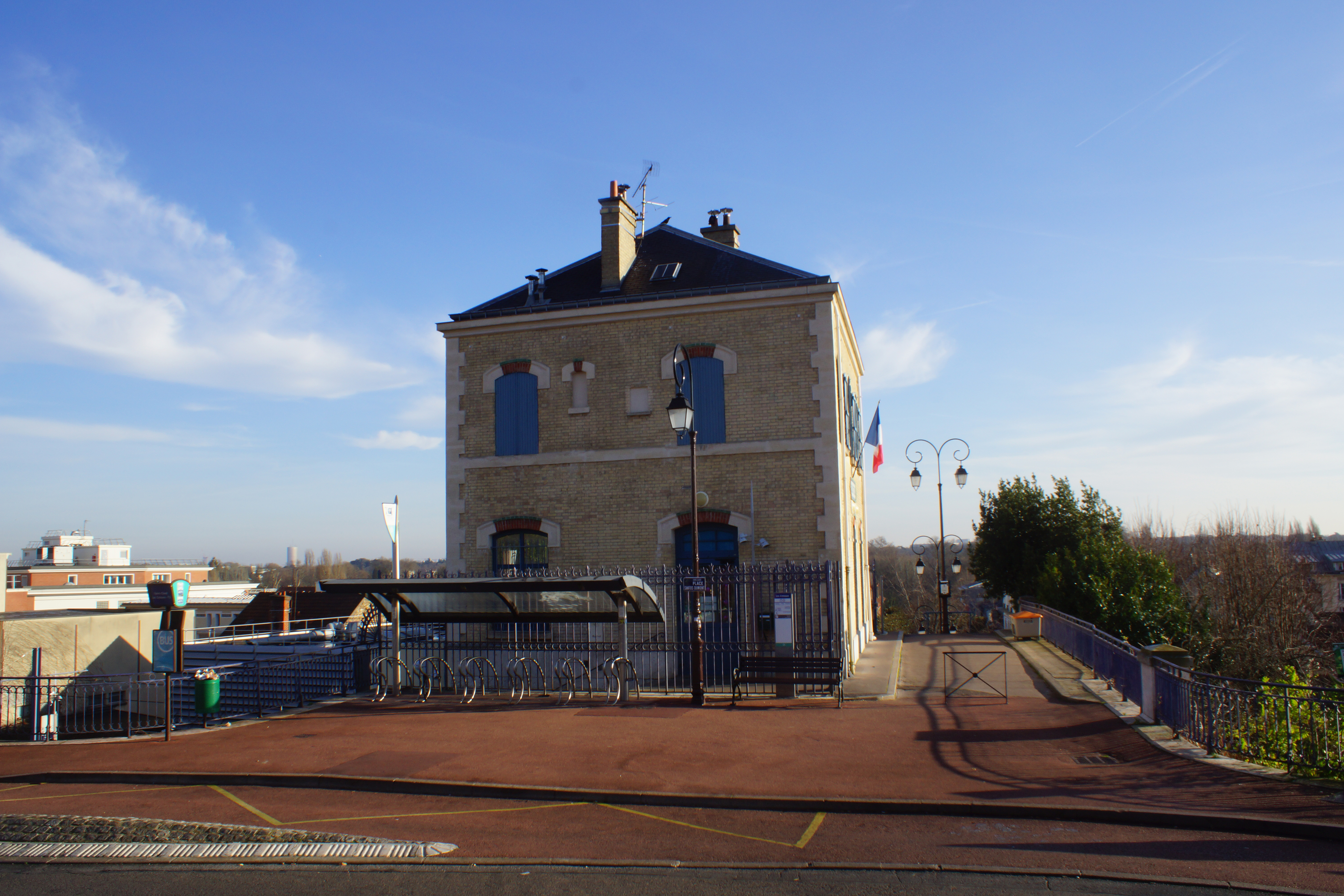